# Distrito de Lenzburg
El distrito de Lenzburgo (en alemán Bezirk Lenzburg) es uno de los once distritos del cantón de Argovia, Suiza. Tiene una superficie de 102,71 km². La capital del distrito es Lenzburgo.

## Geografía
El distrito de Lenzburgo limita al norte con el distrito de Brugg, al este con los de Baden, Bremgarten y Muri, al sur con el de Hochdorf (LU), y al oeste con el de Aarau.

## Comunas
| Distrito de Lenzburgo | Distrito de Lenzburgo  | Distrito de Lenzburgo |
| Comunas               | Población (31.12.2014) | Superficie km²        |
| --------------------- | ---------------------- | --------------------- |
| Ammerswil             | 701                    | 3.19                  |
| Boniswil              | 1439                   | 2.78                  |
| Brunegg               | 707                    | 1.56                  |
| Dintikon              | 2150                   | 3.73                  |
| Egliswil              | 1328                   | 6.29                  |
| Fahrwangen            | 1992                   | 5.00                  |
| Hallwil               | 796                    | 2.18                  |
| Hendschiken           | 1141                   | 3.52                  |
| Holderbank            | 1101                   | 2.32                  |
| Hunzenschwil          | 3696                   | 3.27                  |
| Lenzburg              | 8909                   | 11.33                 |
| Meisterschwanden      | 2748                   | 6.86                  |
| Möriken-Wildegg       | 4342                   | 6.62                  |
| Niederlenz            | 4478                   | 3.26                  |
| Othmarsingen          | 2632                   | 4.71                  |
| Rupperswil            | 5063                   | 6.22                  |
| Schafisheim           | 2868                   | 6.33                  |
| Seengen               | 3776                   | 10.35                 |
| Seon                  | 4869                   | 9.61                  |
| Staufen               | 2751                   | 3.58                  |
| Total (20)            | 57 487}}               | 102.71                |